# Thomas Michael Holt
Thomas Michael Holt, född 15 juli 1831 i Alamance County, North Carolina, död där 11 april 1896, var en amerikansk industrialist och politiker. Han var viceguvernör i North Carolina 1889–1891 och delstatens guvernör 1891–1893.

## Biografi
Efter ett läsår avbröt Holt sina studier vid University of North Carolina at Chapel Hill. Precis som hans far var han sedan verksam inom textilindustrin. Familjen Holt utgjorde en veritabel dynasti inom textilindustrin i North Carolina. Före amerikanska inbördeskriget var Holt med i Whigpartiet men bytte senare parti till demokraterna. År 1888 valdes han till viceguvernör. Efter två år i det ämbetet tillträdde han som guvernör efter att Daniel Gould Fowle hade avlidit i ämbetet. Fowle efterträddes 1893 som guvernör av Elias Carr. Holt dog tre år efter att ha lämnat guvernörsämbetet och gravsattes i Alamance County.